# Svojanov
Svojanov (německy Swojanow) je městys v okrese Svitavy v Pardubickém kraji, zhruba 15 km jihovýchodně od Poličky. Žije zde 354 obyvatel.

## Historie
První písemná zmínka pochází z roku 1287. Historie je pevně spjata s hradem Svojanov, který byl založen na jedné z nejvýznamnějších obchodních stezek, tzv. Trstenické.
Od 10. října 2006 byl obci vrácen status městyse.

## Místní části
Místními částmi městyse Svojanov jsou tato sídla:
- Svojanov
- Dolní Lhota
- Hutě
- Předměstí
- Starý Svojanov (Svánov)
- Studenec

## Pamětihodnosti
- pozdně barokní kostel svatého Petra a Pavla z roku 1786
- Hrad Svojanov, dříve zvaný Fürstenberg.
- kamenný kříž před farou s nápisem : Ctíme Tebe Kříži svatý, ty jsi boží oltář zlatý. 1872

## Zajímavost
Ukázky hornin svoru a amfibolitu ze svojanovského lomu jsou umístěny ve venkovní expozici geoparku v areálu Geofyzikálního ústavu Akademie věd České republiky v Praze 4 – Spořilově.

## Rodáci
- Josef Jedlička (1863–1944), český pedagog a politik, v letech 1919-1941 starosta města Kroměříž
- Oskar Czepa (1883–1956), architekt
- Dalibor Jedlička (1929–2018), český operní pěvec
- Vlastimil Ehrenberger (1935–2018), ministr paliv a energetiky ČSSR

## Svojanov v literatuře
Na hradě Svojanov se odehrává děj dětské knihy Tajemný hrad Svojanov aneb Paměti Františka Povídálka od Bohuslava Březovského (1912–1976).